# Quincy, Florida
Quincy är en stad (city) i Gadsden County, i delstaten Florida, USA. Enligt United States Census Bureau har staden en folkmängd på 7 933 invånare (2011) och en landarea på 20,5 km². Quincy är huvudort i Gadsden County.